# Hrvatska liga u odbojci na pijesku za žene 2024.
Hrvatska liga u odbojci na pijesku za žene za 2024. godinu, odnosno za sezonu 2023./24. 
 
Igrana je u ljeto 2024. godine na nekoliko turnira. 
 
Igrane su: 
- 1. liga (Hrvatska lutrija – 1. Hrvatska liga u odbojci na pijesku – seniorke) – 8 klubova; prvak "Siget" iz Zagreba
- 2. liga (Hrvatska lutrija – 2. Hrvatska liga u odbojci na pijesku – seniorke) – 3 kluba, prvak "Retfala" iz Osijeka

## Prva liga
Sudionici
- KOP Čakovec – Čakovec
- OOK Fažana – Fažana
- ŽKOP Jarun – Zagreb
- KOP Opatija – Opatija
- ŽOK Ferivi – Višnjevac, Osijek
- KOP Siget – Zagreb
- HAOK Žal – Banjole, Medulin
- KOP Žnjan – Split

Ljestvica
| mj | klub    | ut | pob | ner | por | set+ | set- | poen+ | poen- | bod |
| -- | ------- | -- | --- | --- | --- | ---- | ---- | ----- | ----- | --- |
| 1. | Siget   | 14 | 8   | 6   | 0   | 48   | 14   | 1213  | 927   | 22  |
| 2. | Čakovec | 14 | 5   | 8   | 1   | 40   | 25   | 1160  | 1123  | 18  |
| 3. | Opatija | 14 | 4   | 9   | 1   | 38   | 27   | 1135  | 1101  | 17  |
| 4. | Žnjan   | 14 | 4   | 8   | 2   | 36   | 30   | 1157  | 1134  | 16  |
| 5. | Jarun   | 14 | 4   | 7   | 3   | 34   | 29   | 1138  | 1074  | 15  |
| 6. | Fažana  | 14 | 2   | 8   | 4   | 28   | 37   | 1108  | 1183  | 12  |
| 7. | Žal     | 14 | 1   | 7   | 6   | 21   | 42   | 1027  | 1164  | 9   |
| 8. | Ferivi  | 14 | 0   | 3   | 11  | 10   | 51   | 954   | 1186  | 3   |

 Izvori: 

 natjecanja.hos-cvf.hr 

 hos-cvf.eu, Bilten

Turniri
- 1. turnir – Pula, 14.-16. lipnja 2024.
- 2. turnir – Zagreb, 5.-7. srpnja 2024
- 3. turnir – Vukovar, 2.-4. kolovoza 2024.

## Druga liga
Sudionici
- KOP Đakovo – Đakovo
- KOP Retfala – Osijek
- KOP Vukovar – Vukovar

Ljestvica
| mj | klub    | ut | pob | ner | por | set+ | set- | poen+ | poen- | bod |
| -- | ------- | -- | --- | --- | --- | ---- | ---- | ----- | ----- | --- |
| 1. | Retfala | 4  | 3   | 1   | 0   | 14   | 3    | 333   | 250   | 7   |
| 2. | Vukovar | 4  | 1   | 2   | 1   | 9    | 9    | 312   | 281   | 4   |
| 3. | Đakovo  | 4  | 0   | 1   | 3   | 3    | 14   | 219   | 333   | 1   |

 Izvori: 

 natjecanja.hos-cvf.hr 

 hos-cvf.eu, Bilten

Turniri
- 1. turnir: Đakovo, 9.-11. kolovoza 2024.

## Vanjske poveznice
- hos-cvf.hr, Odbojka na pijesku
- sport-danas.com, Odbojka na pijesku
- kop-cakovec.hr  Arhivirana inačica izvorne stranice od 10. studenoga 2024. (Wayback Machine)